# Peter Davison
Peter Davison (Londen, 13 april 1951) (echte naam Peter Moffett) is een Britse acteur. Zijn vader werd geboren in Guyana. Davison studeerde aan de Central School of Speech and Drama. Hij koos voor de naam Peter Davison om verwarring met de regisseur Peter Moffatt te voorkomen. 

## Carrière
Aanvankelijk had hij diverse baantjes. In 1977 had Davison een rol in de televisieserie Love for Lydia, waar hij tegenover de jonge Jeremy Irons speelde. Echt bekend werd hij met zijn rol van Tristan Farnon in de serie over een dierenartsenpraktijk All Creatures Great and Small (in Nederland uitgezonden onder de titel James Herriot, in België (Vlaanderen) onder de titel “Alle schepsels groot en klein”). Van 1980 tot 1984 had hij de rol van de 'Fifth Doctor' (de vijfde incarnatie van de dokter) in Doctor Who. In 2000 werd hij David Braithwaite in At Home with the Braithwaites. Later speelde hij in The Last Detective. Ook speelde hij rollen in de detectives The Mrs. Bradley Mysteries, Unforgiven, Midsomer Murders, Grantchester, Marple's: At Bertram's Hotel (versie ITV 2007) en Beyond Paradise.
Naast zijn rollen in tientallen televisiefilms en enkele bioscoopfilms is Peter Davison ook te horen geweest in hoorspelen op de BBC-radio. Zijn eveneens zeer actieve toneelcarrière begon in 1972 in Nottingham en bracht hem via onder meer Edinburgh naar het Londense West End.

## Persoonlijk
Na een kort eerste huwelijk van 1973 tot 1975 was hij van 1978 tot 1994 getrouwd met de Amerikaanse actrice Sandra Dickinson. Samen hebben zij een dochter, de actrice Georgia Moffett. Haar echtgenoot, de acteur David Tennant heeft net als Davison de rol van Doctor Who gespeeld.  In 2003 trouwde Davison met zijn derde vrouw Elizabeth Morton. Hun beide zoons Louis Davison en Joel Moffett zijn acteur.
- Bibliothèque nationale de France: cb141696270 (data)
- International Standard Name Identifier: 0000 0000 6309 8966
- Library of Congress Control Number: no96062151
- MusicBrainz: 40bcb815-b241-4c83-90ea-92fc195fcdb8
- Nationale Bibliotheek van Tsjechië: xx0150642
- Nationale Bibliotheek van Israël: 987012622851605171
- Nederlandse Thesaurus van Auteursnamen: 097665924
- Virtual International Authority File: 41438525
- WorldCat: E39PBJx4kbrw9pDHFPbfx6jpyd